# Bosó l'Antic
Bosó "l'Antic" o "el Vell" (? - abans de 855) fou un noble franc, l'ancestre conegut de la família anomenada dels bosònides. Es sospita que la família era originària de Septimània. Bosó hauria estat comte a Itàlia però probablement no a Arle.
El nom de la seva dona no és conegut. Hauria tingut potser tres fills i dues filles:
- Bosó (820/25 - 874/78), comte a Itàlia
- Hucbert o Hubert, duc de Borgonya Transjurana i abat laic de Saint Maurice al Valais.
- Biví de Viena, abat laic de Gorze, suposat pare de Bosó de Provença.
- Teutberga (morta abans de 875), esposa de Lotari II de Lotaríngia.
- Una filla (dubtosa) esmentada indirectament als Annales Bertiniani, casada amb Buví (esmenta a "Teutbergam" com a "materteram suam [=Bosone filio Buvini comitis]", però com que materteram igual es pot traduir per tia materna com tia paterna, aquest Buví no seria el marit d'una filla, sinó un fill, Biví, el pare de Bosó de Provença.